# Pili (ornitologia)

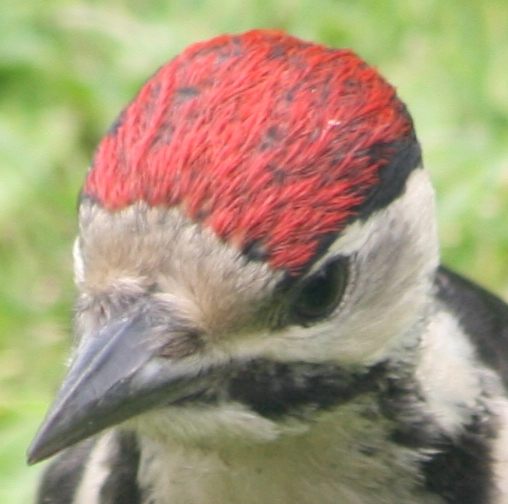
Pili de color vermell d'un exemplar juvenil de picot garser gros

El pili és la part superior del cap de les aus. Comença després el front i es perllonga fins al clatell.
El pili de moltes aus destaca per tenir el plomatge de diferent color o té plomes de longitud diferent. Algunes aus presenten patrons llistats en aquesta part del cap. Si la franja recorre la coroneta longitudinalment a la part central es denomina llista pileal media i si ho fa pels laterals es denomina llista pileal lateral.
El color, la forma i altres característiques del plomatge del pili són útils per a la identificació d'algunes aus, tant per diferenciar els individus d'espècies d'aspecte similar com per distingir membres de la mateixa espècie de diferents sexes i edats. El color del plomatge del pili pot variar entre els diferents sexes d'una mateixa espècie, per exemple entre les busqueretes de casquet els mascles el tenen de color negre i les femelles de color marró vermellós. També pot ser diferent el color del pili dels adults i els immadurs de la mateixa espècie, per exemple en els adults de picot garser gros és negre i en els seus juvenils és vermell.
En algunes espècies la coloració del pili és variable segons l'estació de l'any. En molts membres de la família Sternidae el pili és negre durant l'estació reproductiva aquest es torna parcialment o totalment blanc fora d'ella.

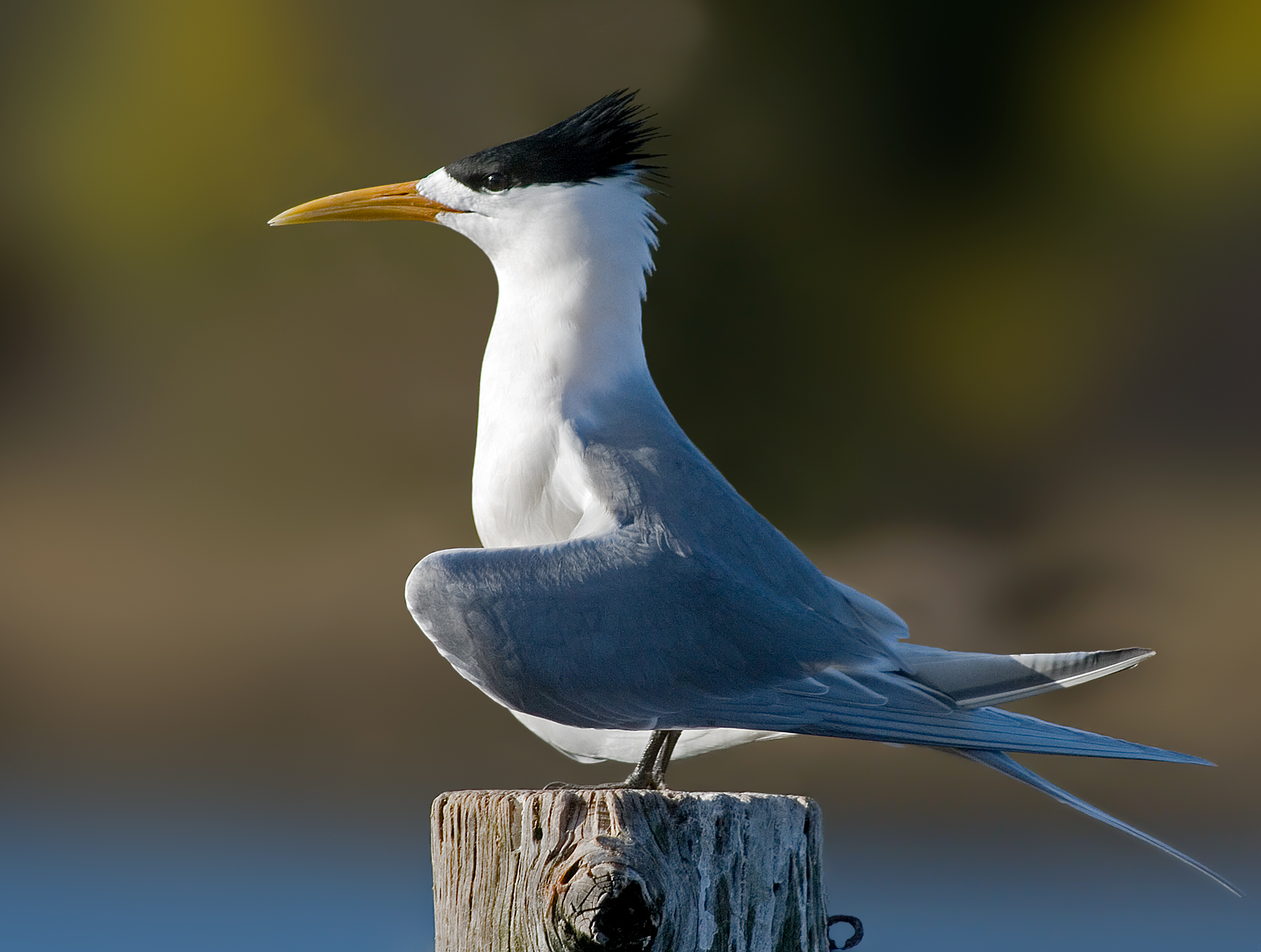
El color del pili de molts xatracs varia al llarg de l'any
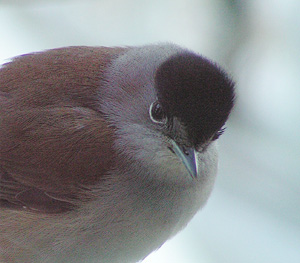
Les busqueretes de casquet tenen la coroneta i el front del mateix color, els mascles negre i les femelles vermellós.
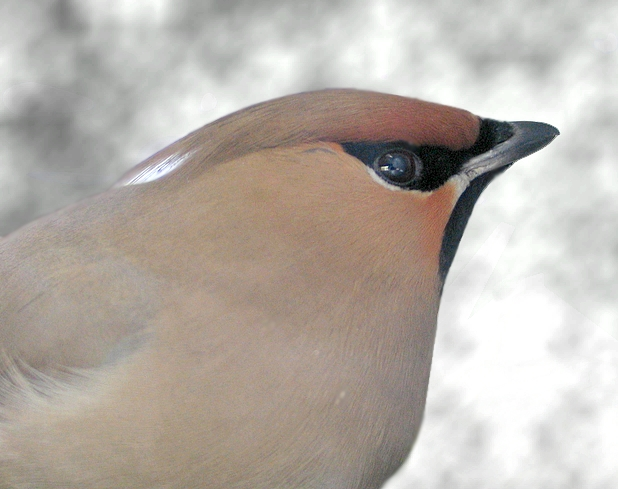
Les plomes del pili del ampelis europeu es prolonguen per sobre del clatell.
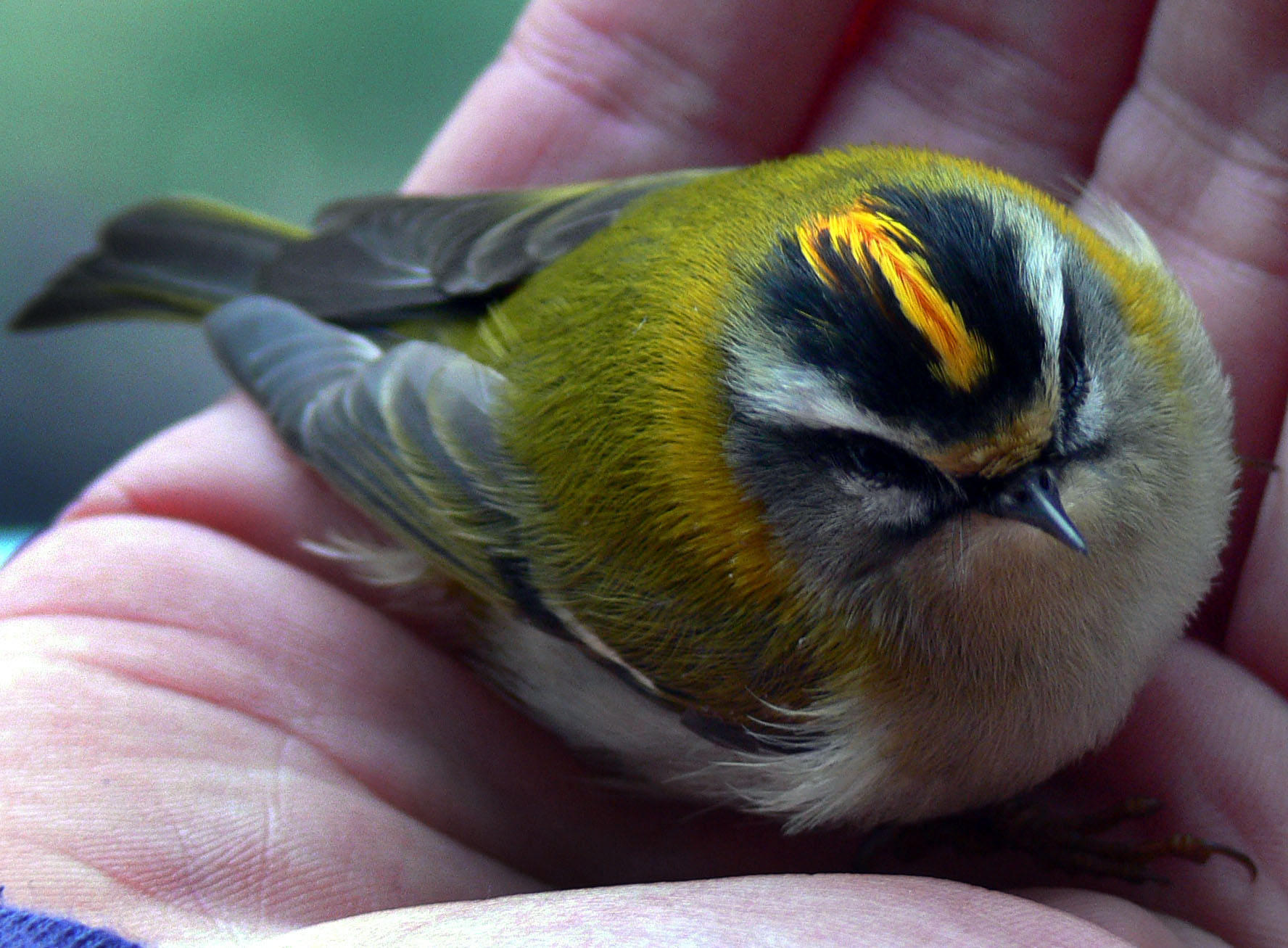
El bruel presenta bandes en el seu capell.